# Witchfinder General
Witchfinder General var ett brittiskt doom metal-band som bildades 1979 av sångaren Zeeb Parkes, gitarristen Phil Cope, basisten Johnny Fisher och trummisen Steve Kinsell. Bandet räknas till New Wave of British Heavy Metal och som en av pionjärerna inom doom metal. Bandet upplöstes 1984 men återförenades 2006. Bandet splittrades åter 2008. Bandet är uppkallat efter skräckfilmen Witchfinder General.

## Medlemmar
Senaste medlemmar
- Phil Cope – gitarr (1979–1984, 2006–2008), basgitarr (1982)
- Rod Hawkes – basgitarr (1982–1984, 2006–2008)
- Dermot Redmond ("Derm the Germ") – trummor (1983–1984, 2006–2008)
- Gary Martin – sång (2007–2008)

Tidigare medlemmar
- Johnny Fisher – basgitarr (1979–1980)
- Steve Kinsell – trummor (1979–1982)
- Zeeb Parkes – sång (1979–1984)
- Kevin "Toss" McCready – basgitarr (1981–1982; död 2008)
- Graham Ditchfield – trummor (1982–1983)

## Diskografi
Studioalbum
- 1982 – Death Penalty
- 1983 – Friends of Hell
- 2008 – Resurrected

Livealbum
- 2006 – Live '83

EP
- 1982 – Soviet Invasion!

Singlar
- 1981 – "Burning a Sinner"
- 1983 – "Music"

Samlingsalbum
- 2007 – Buried Amongst The Ruins
- 2010 – Death Penalty / Friends of Hell